# مونتالتو أوفوغو
مونتاليتو أوفوجو (باللهجة كالابريا الشمالية: مونتافوتو) هي مدينة و"كوموني" في مقاطعة كوزنسا بمنطقة كالابريا جنوب إيطاليا. الاسم الأصلي للمدينة كان "مونتاليتو"، ثم أضيف "أوفوجو" في فترة التوحيد الإيطالي في ستينيات القرن التاسع عشر. تعتبر المدينة مسقط رأس الملحن روجيرو ليونكافالو، حيث تقع أحداث أوبراه الشهيرة المهرجون في مونتاليتو.

## فراجيات (أحياء)

### فاكّاريتزو

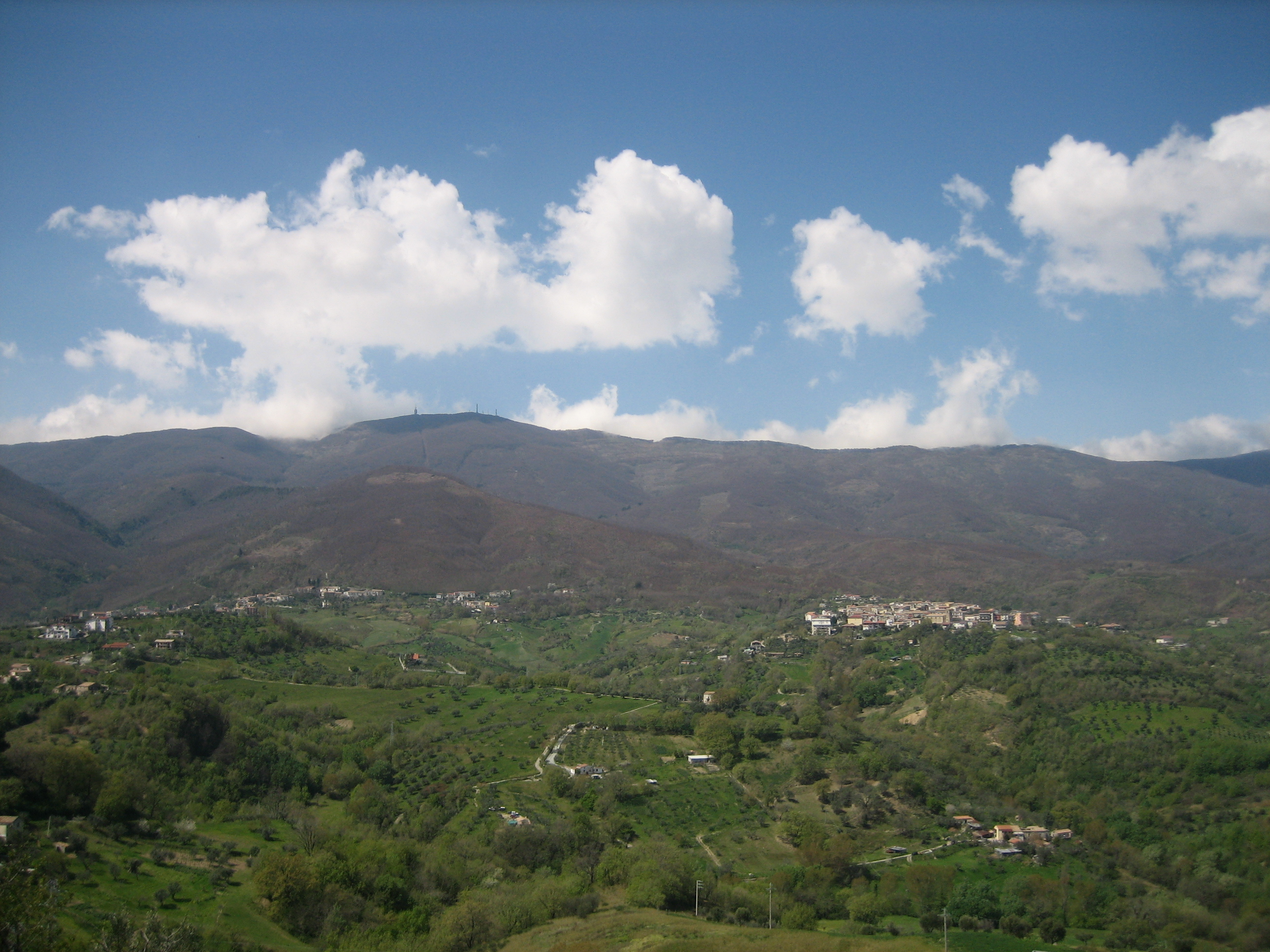
فاكّاريتزو

فاكّاريتزو هي حي من أحياء مونتاليتو أوفوجو وتقع على بعد عدة كيلومترات في الاتجاه الغربي. للوصول إليها، يمكن سلوك الطريق الإقليمي SP31 مباشرة بعد المرور عبر حي بارانتورو. بعد مغادرة فاكّاريتزو، يستمر الطريق شمالًا باتجاه بلدية سان بينيديتو أولانو، حيث يشكل نهر "أرجنتينو" الحد الطبيعي بينهما، والذي يسميه السكان المحليون "أرزينتينا". تقع فاكّاريتزو عند سفوح سلسلة جبال باولينا الساحلية، التي يصل أعلى ارتفاع فيها عند قمة "مونتي كوزو سيرفيللو"، والتي يمكن تمييزها عن بُعد بفضل الهوائيات الكبيرة للاتصالات.
يتجمع السكان كل عام في 1 مايو في رحلة حج مشياً على الأقدام إلى باولا لزيارة تمثال القديس فرنسيس الذي يقع على القمة. تشكل هذه الجبال جزءاً من المحمية الطبيعية "منتزه ميديا فالي كراتي".
تتوسط فاكّاريتزو ساحة عامة باسم جوزيبي غاريبالدي، "بطل العالمين". في الجزء العلوي من البلدة، يوجد ملعب رياضي وتمثال للقديس بيو. يحتوي الحي على مدرسة ابتدائية ومكتب بريد.
هناك كنيستان: الأولى هي كنيسة "زيارة مريم العذراء"، وتعود إلى القرن السابع عشر. يحتفل السكان بهذه المناسبة في الأحد الثالث من سبتمبر مع موكب موسيقي وألعاب نارية. الثانية هي كنيسة القديس روكو، التي بناها الولدان حوالي القرن الثالث عشر.

## الرياضة
النادي الرياضي كومبرينسوريو مونتاليتو أوفوجو هو نادٍ إيطالي لكرة القدم، مقره في المدينة.[بحاجة لمصدر]

## شخصيات بارزة
- القديسة إيلينا آييلو
- ماريو تريكوكي
- روجيرو ليونكافالو

## روابط خارجية
- موقع كوزنسا - يحتوي على صور وسجلات تاريخية لسكان مونتاليتو أوفوجو
- مونتاليتو أوفوجو.net - دراسة عن التاريخ وسكان مونتاليتو أوفوجو
- فيديو على موقع telecosenza
- الموقع الرسمي لبلدية مونتاليتو أوفوجو

قالب:مقاطعة كوزنسا